# Ochsenauge (Architektur)

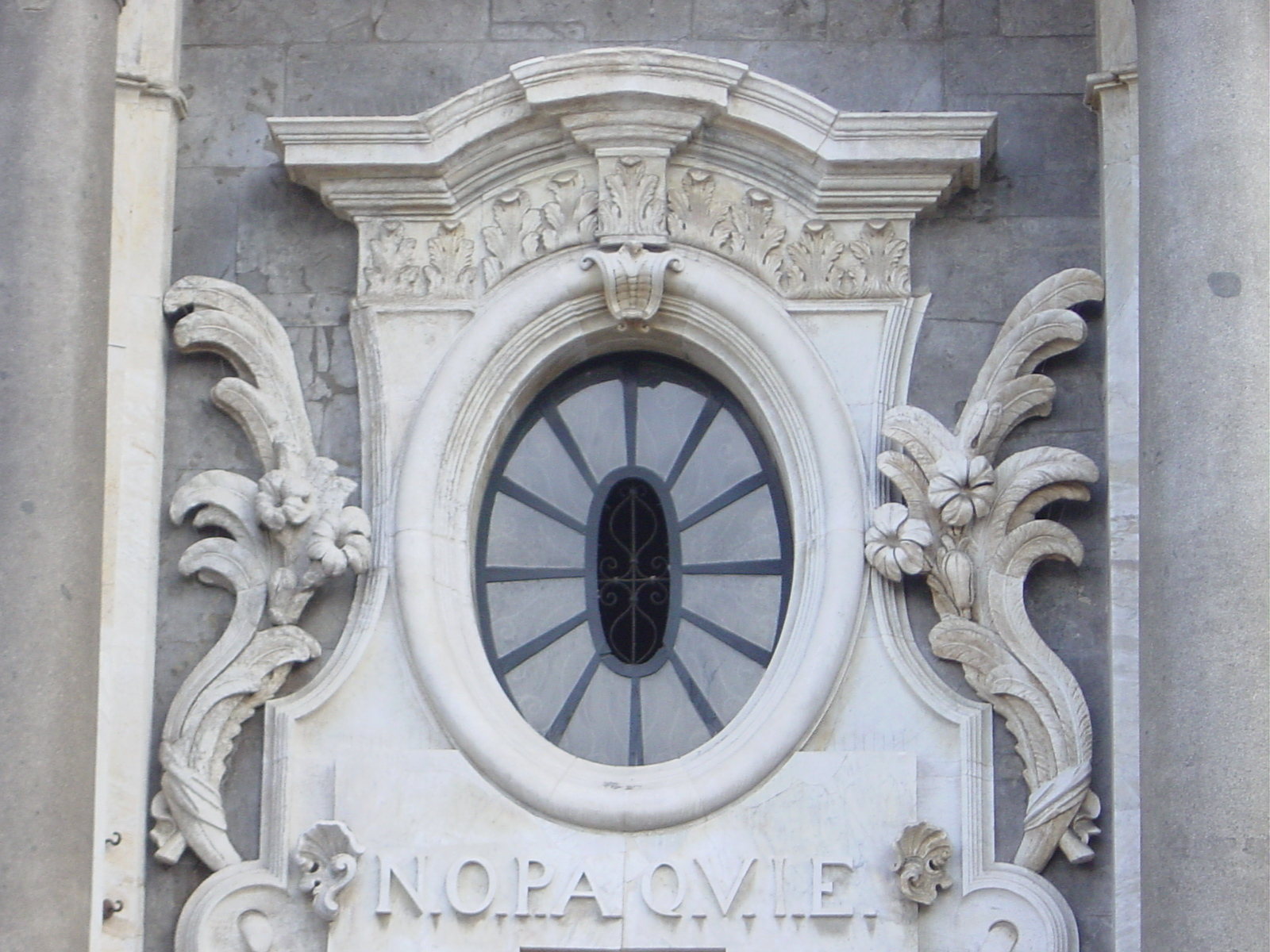
Ochsenauge über einem Portal in Catania (Sizilien)

Ein Ochsenauge (französisch œil-de-bœuf), auch Rundfenster oder Oculus (lateinisch für „Auge“), ist eine seit der Antike bekannte, sowohl in der Romanik als auch in der Gotik wiederaufgenommene Fensterform, die später vor allem im Barock und Jugendstil verbreitet war: Ein kreisrundes oder ovales Fenster, das meist dekorativ über Portalen oder im Giebelbereich eingesetzt wird. Auch Blendfenster sind oft in dieser Form ausgeführt.
Als Oculus werden sowohl Rundfenster, als auch Lichtöffnungen im Zentrum einer Kuppel verstanden, siehe Opaion.

## Kurzbeschreibung und Einsatzzwecke
Die Verbreitung der Rundfenster beschränkt sich nicht nur auf die kirchliche Baukunst. So lässt sich diese Fensterform in der Spätromanik auch im Bereich der säkularen Baukunst an Kastellen Kaiser Friedrichs II. von Hohenstaufen (Castel del Monte, Palazzo San Gervasio, am Donjon im Kastell von Lucera u. a.), später auch im Schloss- und Villenbau der Renaissance und des Barocks nachweisen.
Auch im Fachwerkbau kommen Ochsenaugen als runde oder ovale Fensterformen vor (Gaubenfenster).
Beispiele:

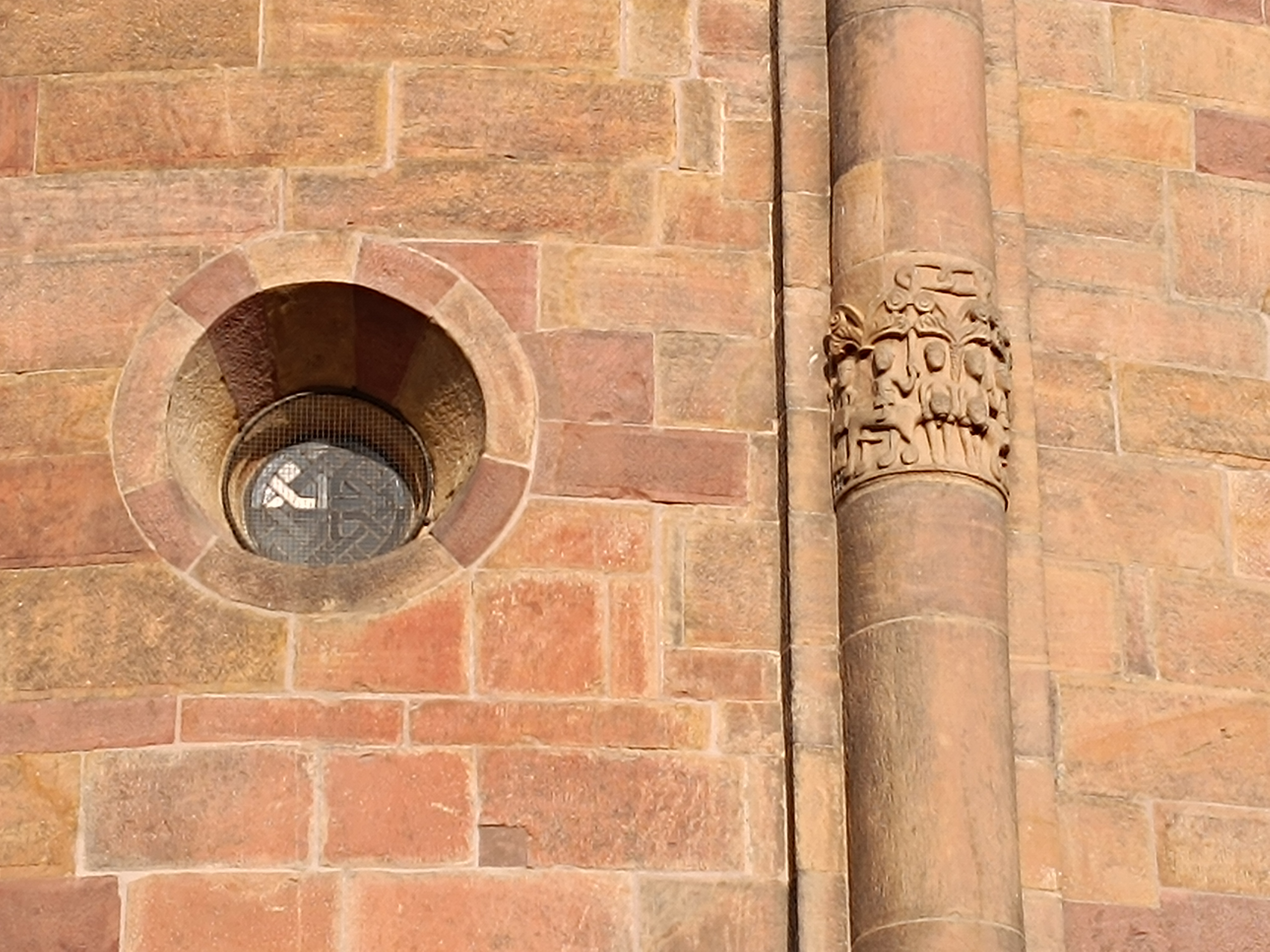
Oculus in der Apsis des Speyerer Doms
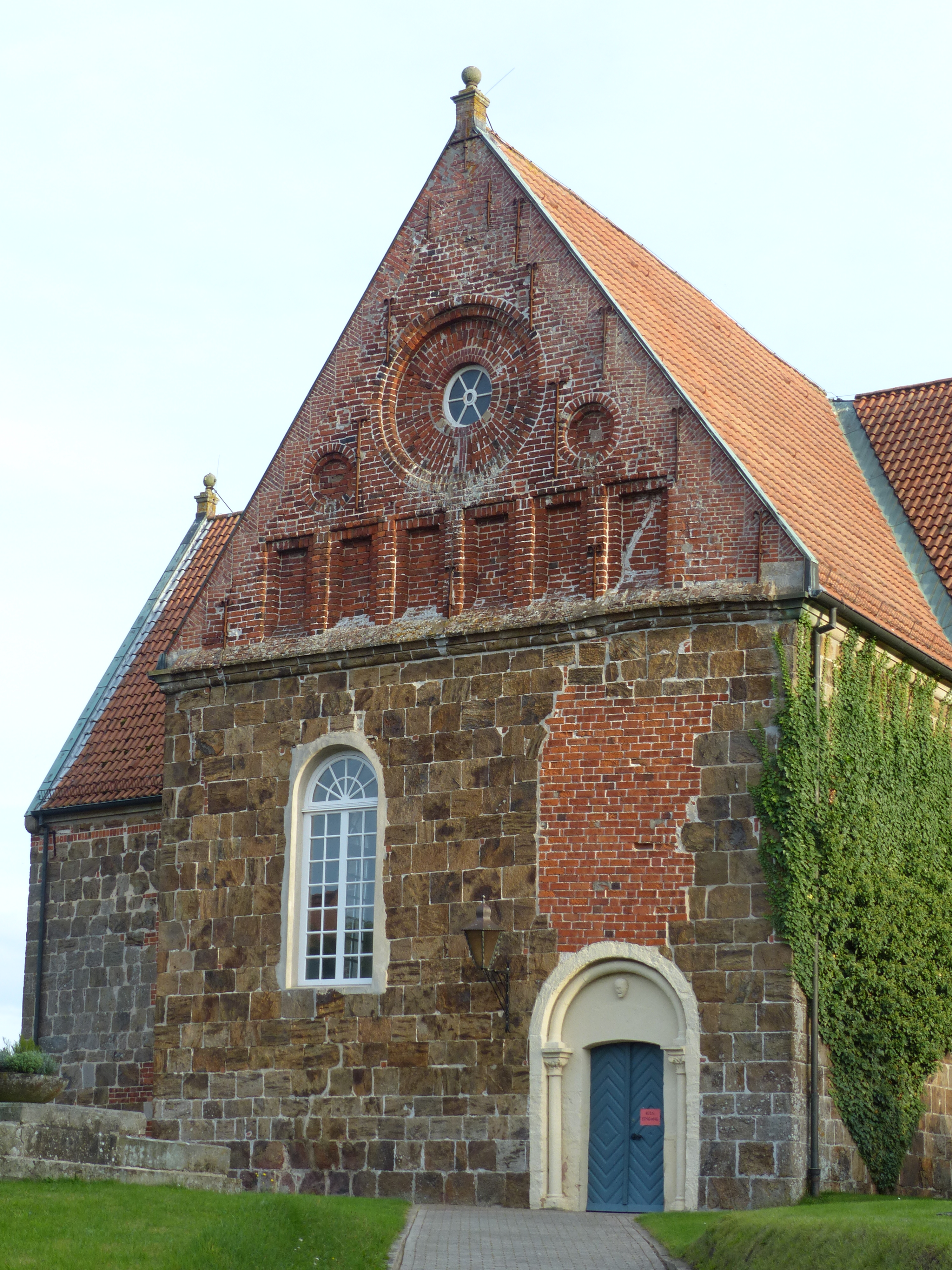
St.-Matthäus, Rodenkirchen, friesisches Stadland, vor 1250, Ochsenauge im dünnwandigen Giebeldreieck
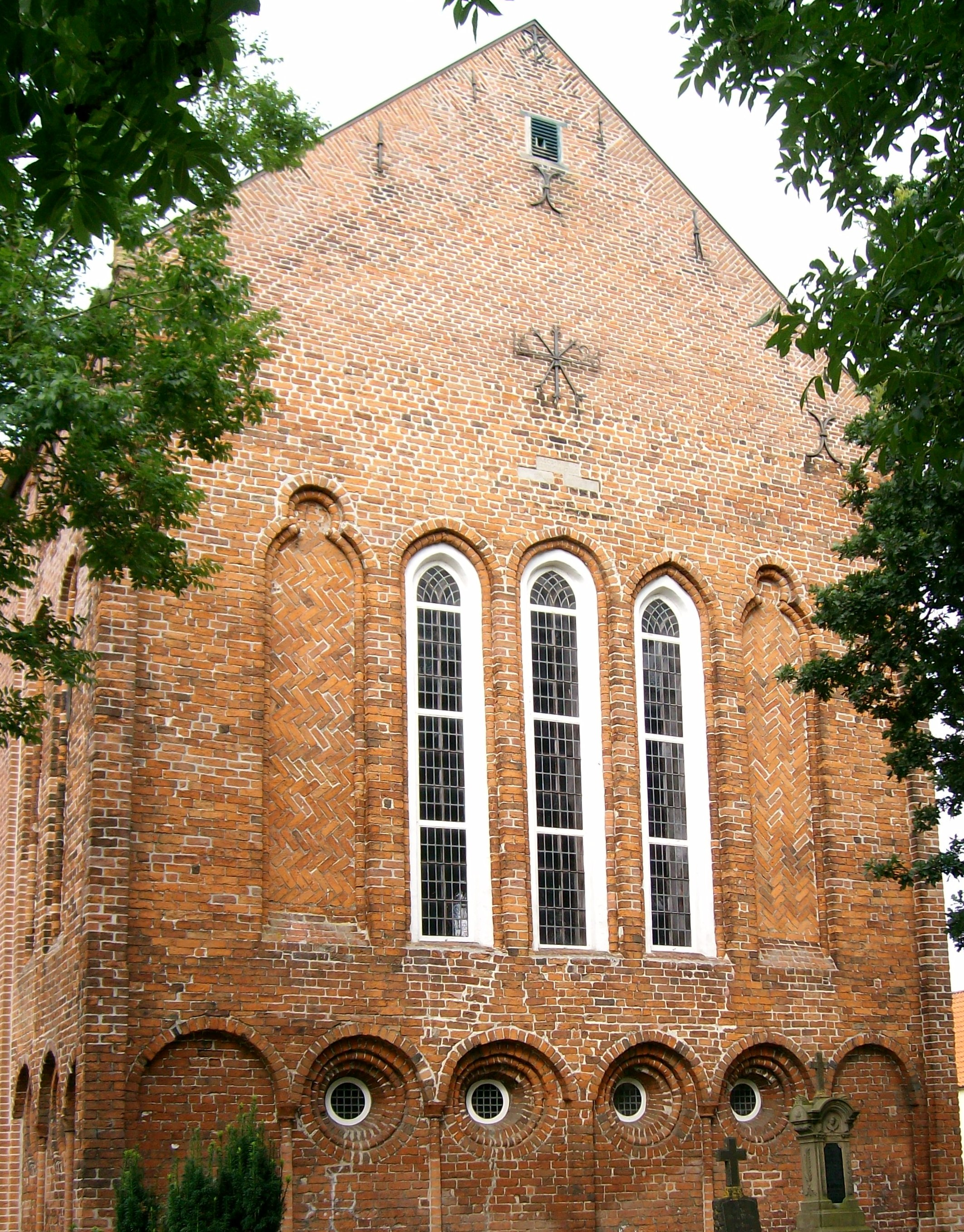
Reformierte Kirche Bunde, Ostfriesland, 1270(d), Ochsenaugen im dicken unteren Wandbereich
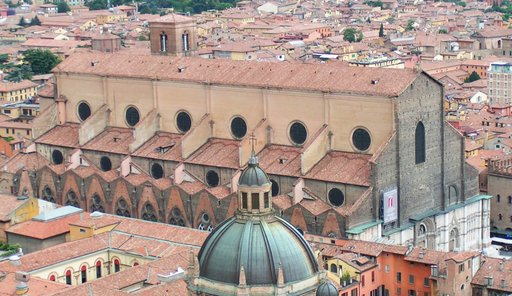
San Petronio in Bologna, 1393–1479, Oculusfenster als Obergaden der spätgotischen Basilika
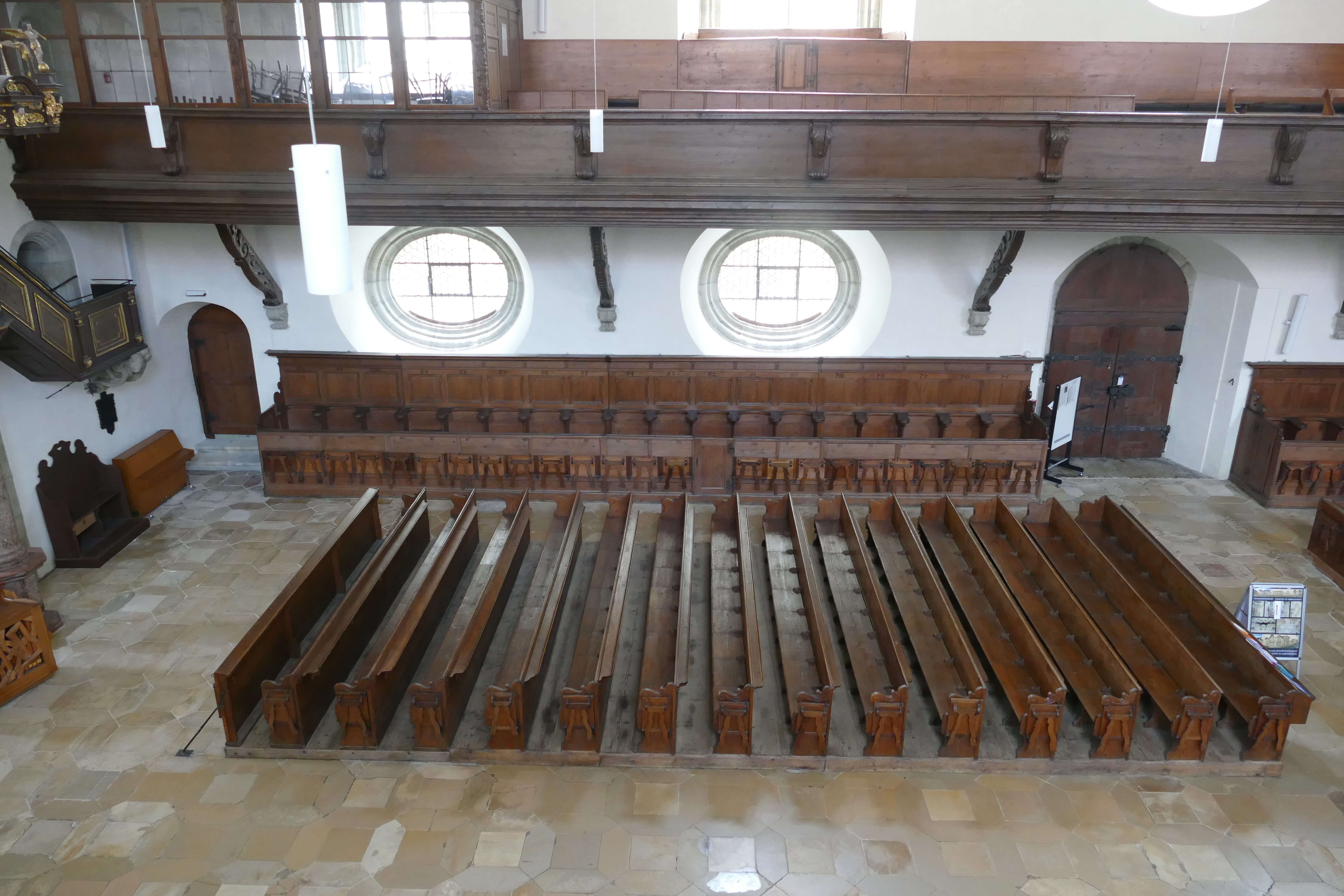
Dreieinigkeitskirche, Regensburg, 1630–1650, Ochsenaugen unter der Empore
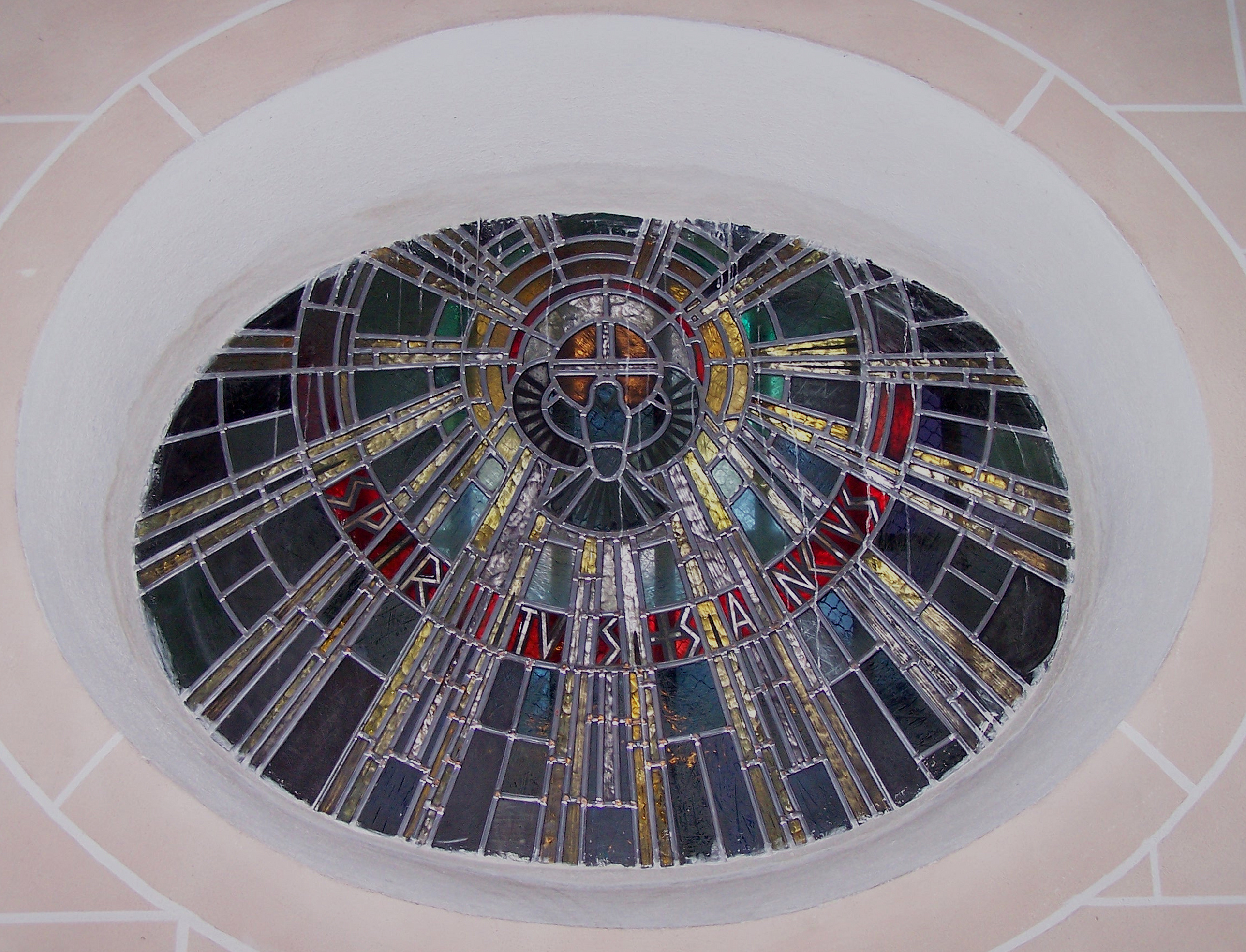
Justinuskirche in FFM-Höchst: neuzeitliches Ochsenauge anstelle des gotischen Westportals
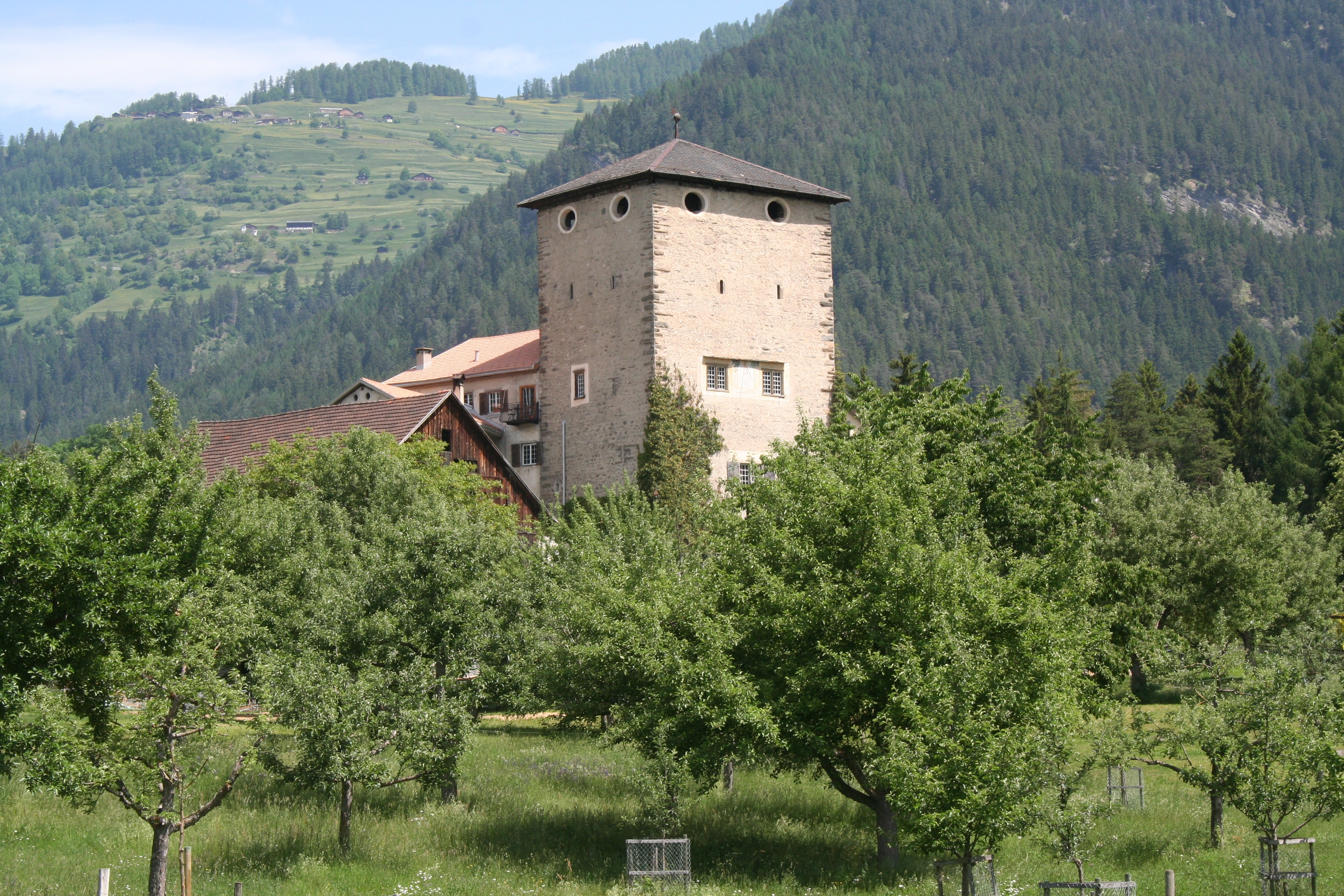
Schloss Rietberg, Graubünden, Turm mit Ochsenaugen des 17. Jhd.
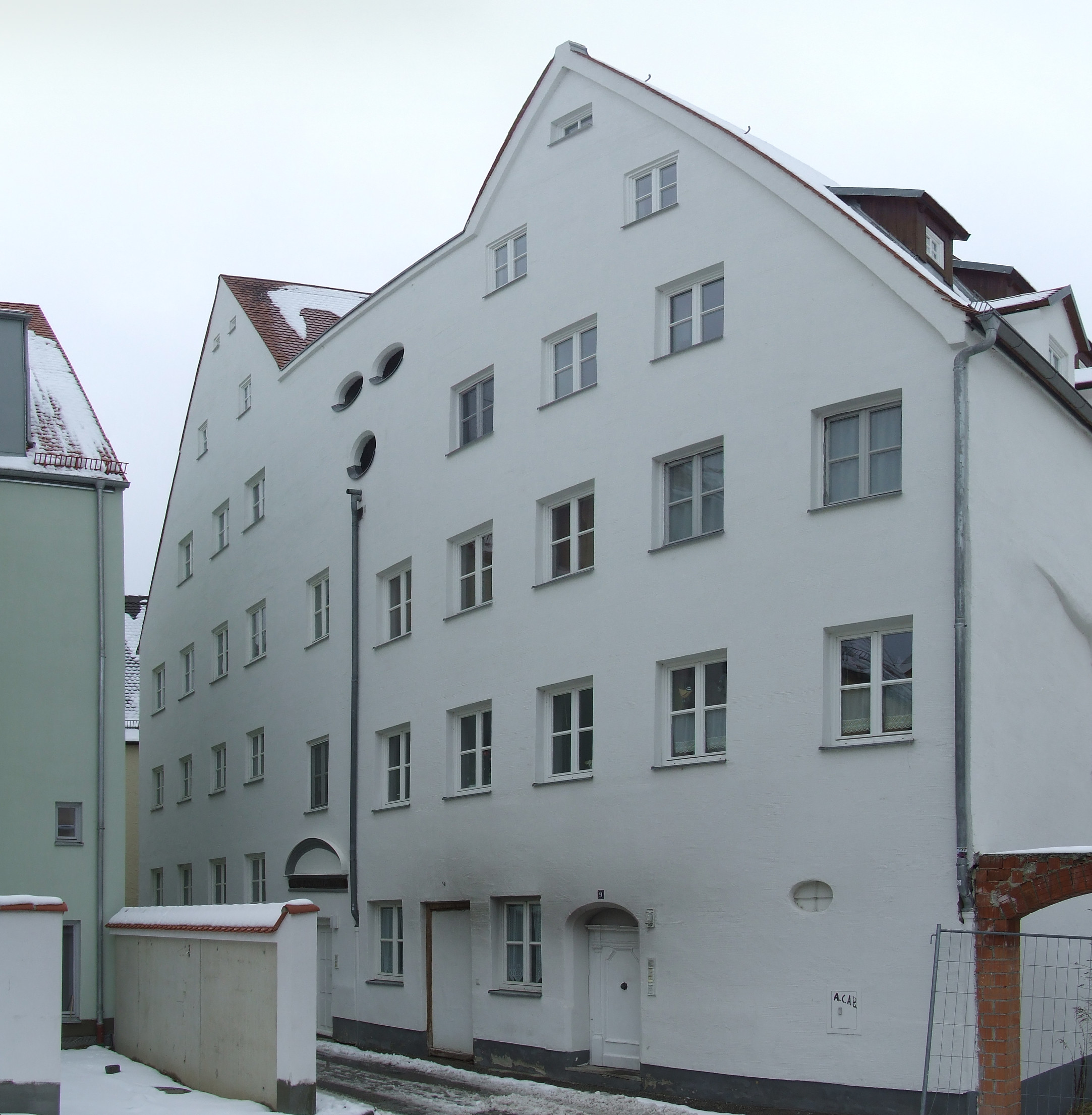
Drei Okuli im Giebelbereich eines Doppelhauses in Augsburg
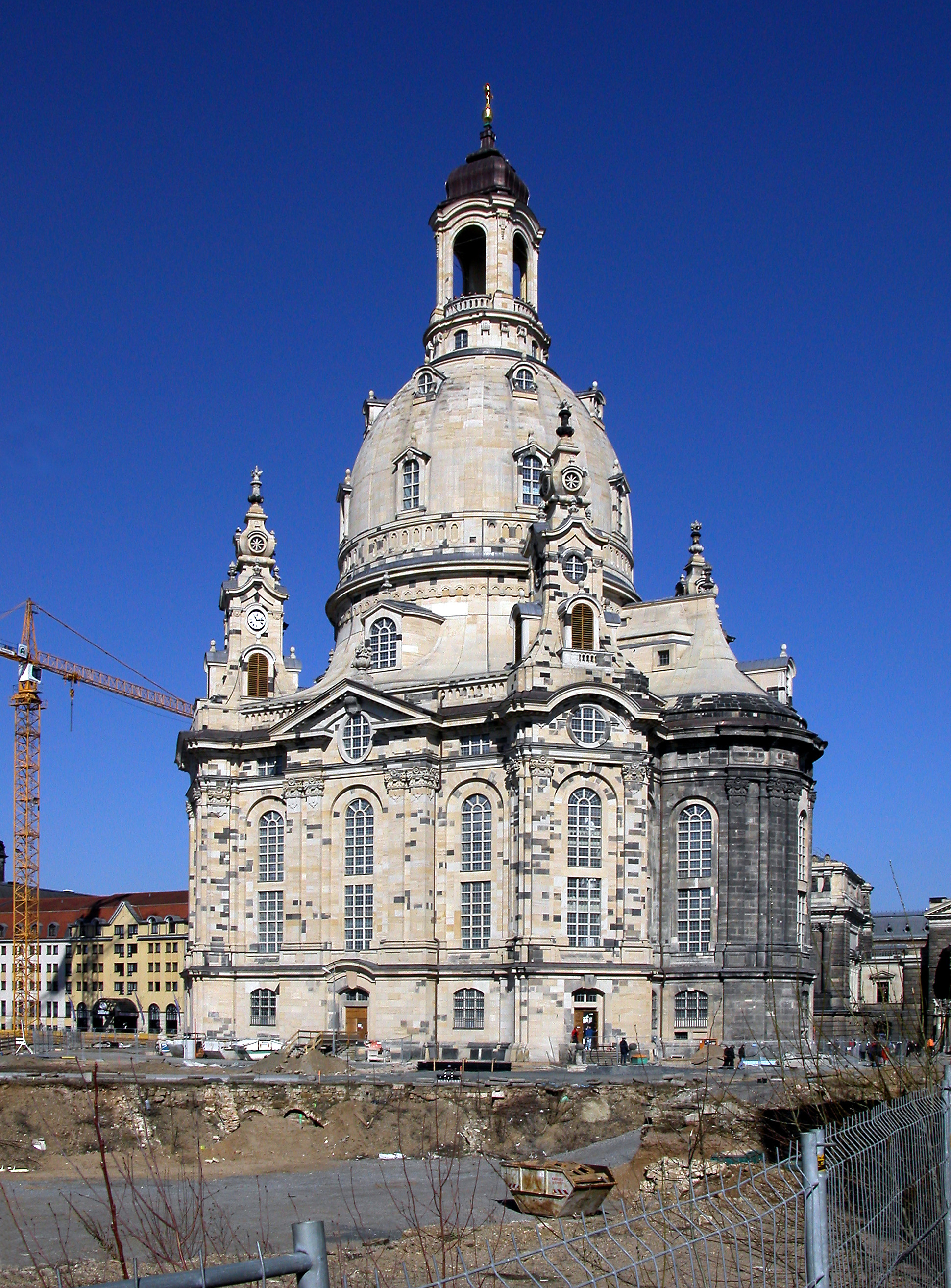
Ochsenaugen unter den Gebelfeldern und auf der Kuppel der Frauenkirche Dresden
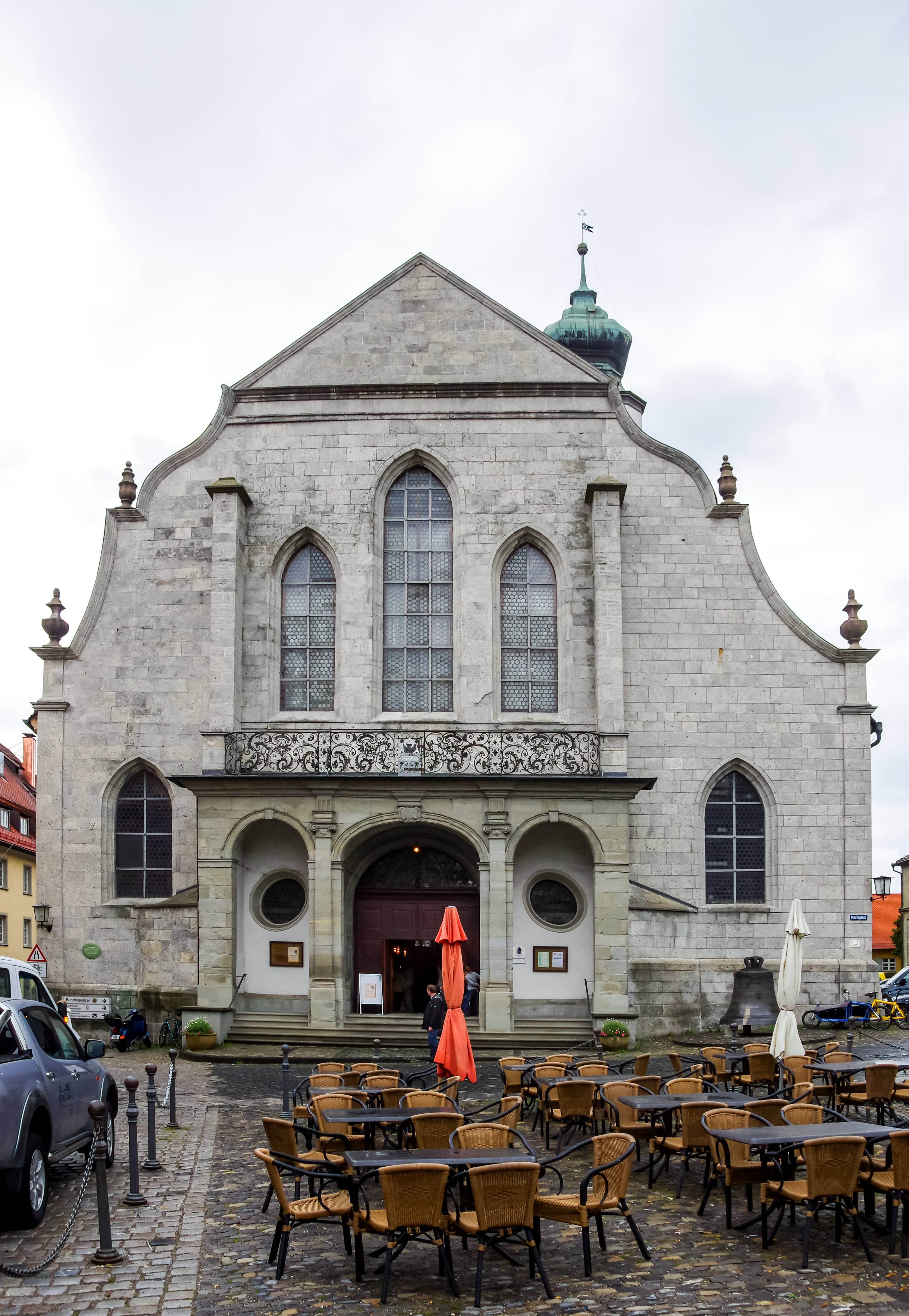
Stephanskirche Lindau
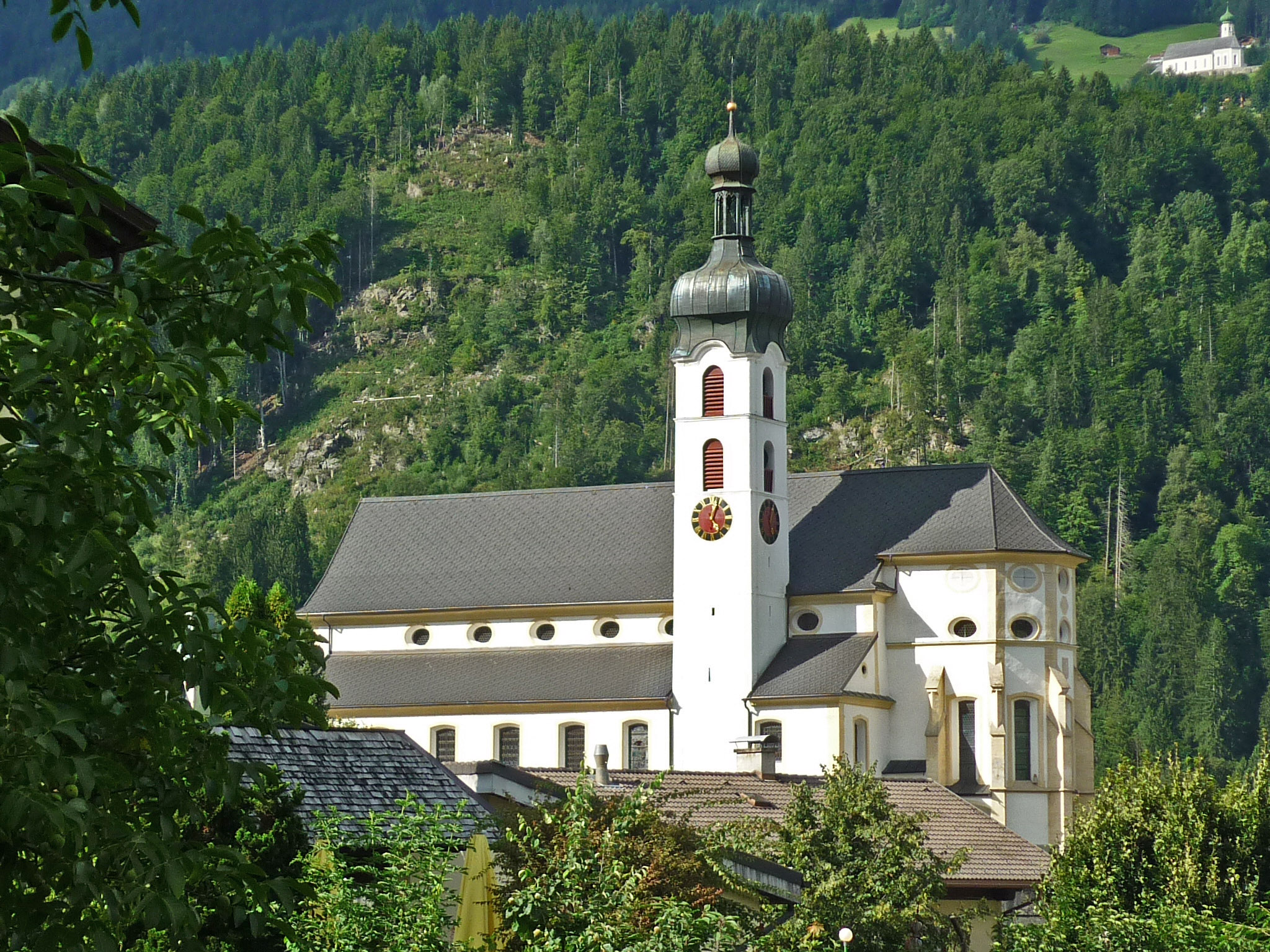
Rundfenster im Obergaden, Kirche Tschagguns
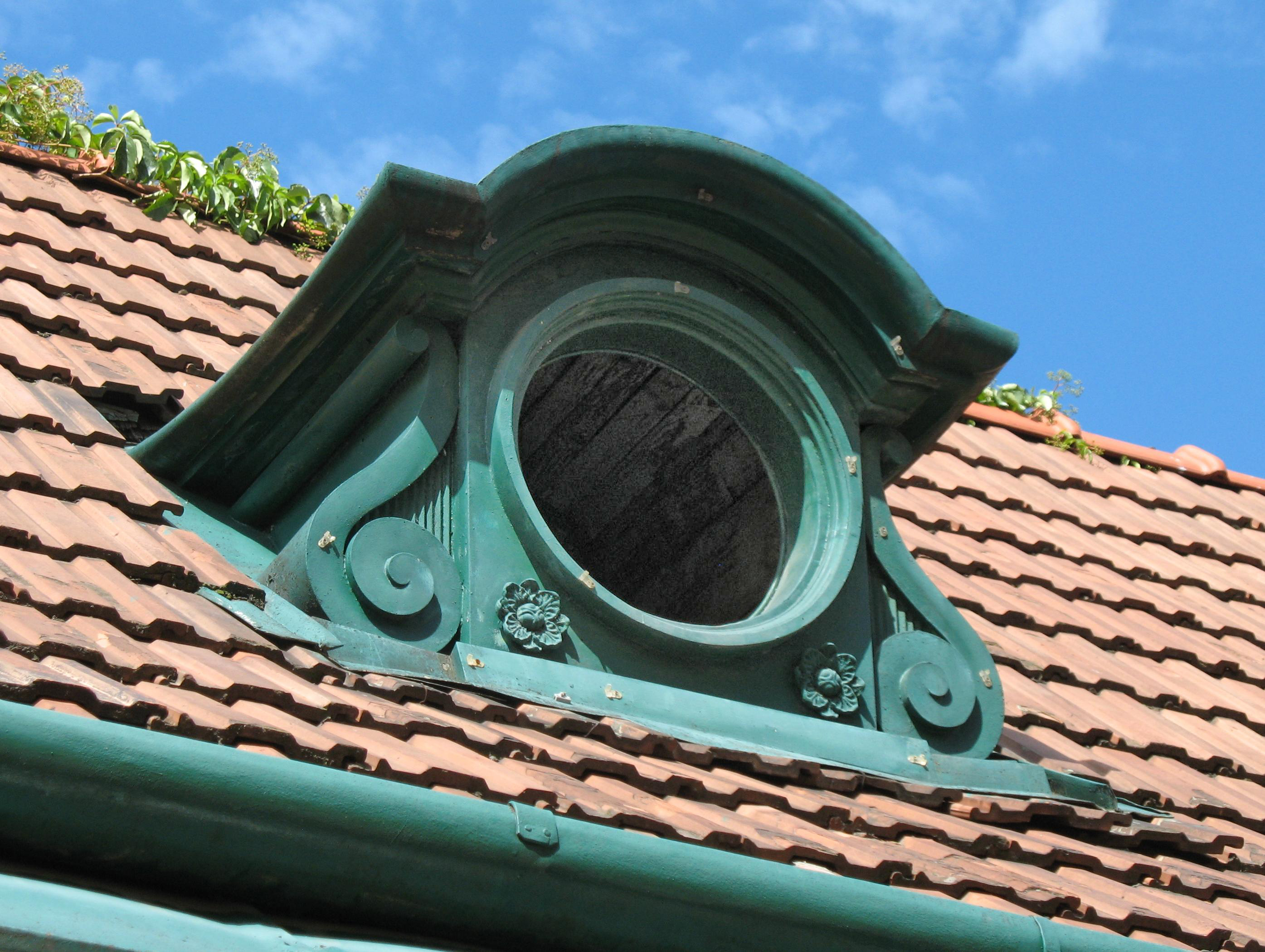
Ochsenauge als Dachgaube (Wien-Hietzing,  Altgasse 16)
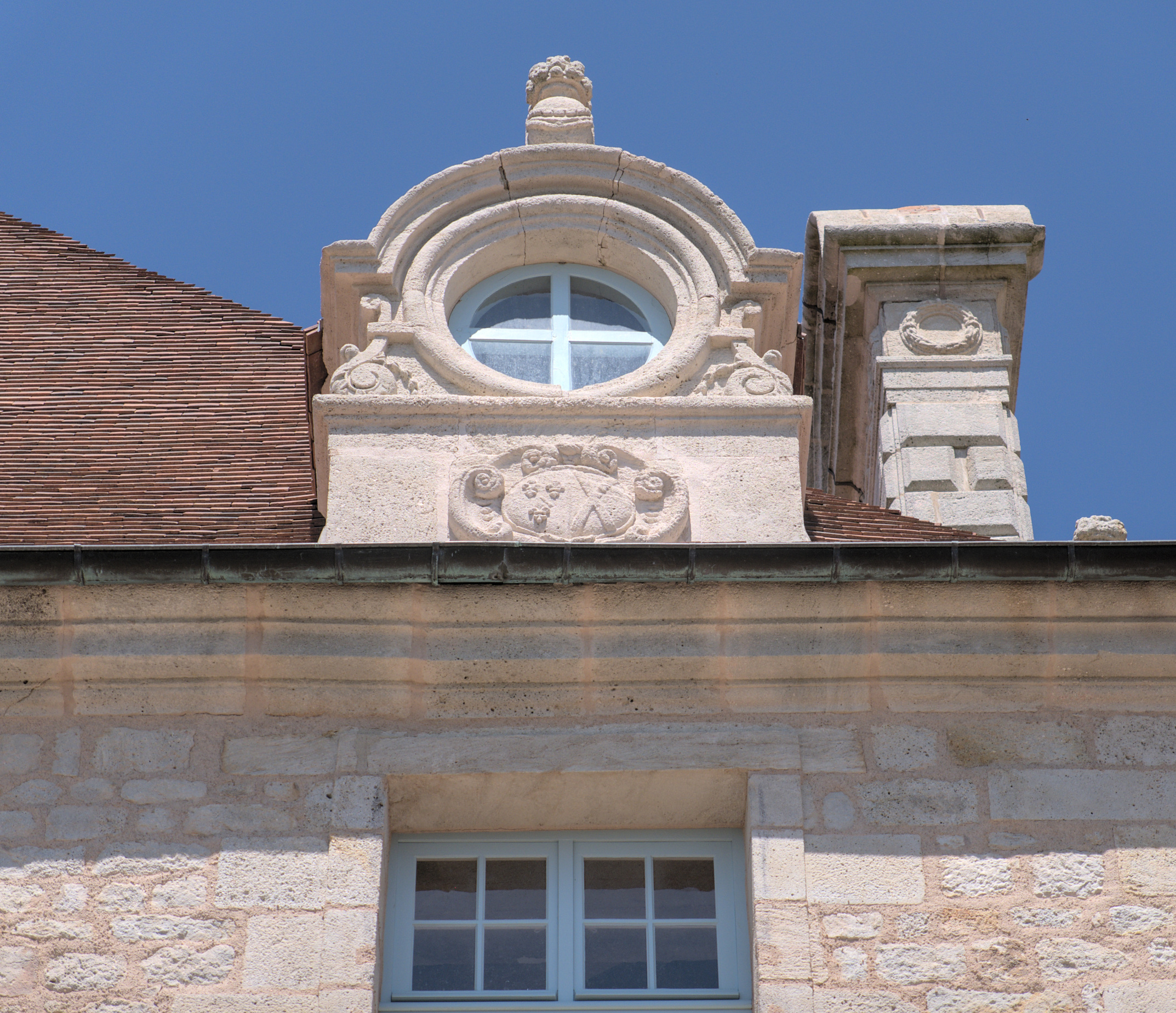
Ochsenauge als Dachgaube, Rekonstruktion (Château de Chaumont-la-Guiche, Saint-Bonnet-de-Joux, Saône-et-Loire)

## Abgrenzung
Kreisrunde Fenster mit einer steinernen Maßwerkfüllung nennt man dagegen Rosenfenster, deren romanische und frühgotische Vorläufer mit Füllung in Form eines Speichenrades Radfenster. In den meisten Sprachen werden auch Radfenster als Rosenfenster (rose window, rosacee) bezeichnet.
Als Oculus werden auch die kreisrunden Öffnungen in Kuppelgewölben der Glockentürme mittelalterlicher Kirchengebäude bezeichnet, durch die die Glocken vertikal transportiert werden konnten, wie auch Baumaterial und Gerätschaften zur Errichtung und späteren Wartung der Turmbauten. Oculi dieser Art werden auch als Kuppelauge bezeichnet (vgl. Opaion). Die Öffnung wird manchmal dekorativ eingefasst, etwa in Form von achtpässigem Maßwerk.
Eine seltenere und spezielle Form ist der Friedhofsoculus. Diese meist kreisrunden Öffnungen an Außenwänden von Kirchen hatten die Aufgabe, den Schein des ewigen Lichtes aus dem Kircheninneren auf den Friedhof zu leiten. Der Friedhofsoculus stellt so eine Sonderform der Totenleuchte dar.